# ピアノ協奏曲第1番 (プロコフィエフ)
セルゲイ・プロコフィエフのピアノ協奏曲 第1番 変ニ長調 作品10は、1911年に着手され、1912年に完成されたピアノ協奏曲である。

## 概要
サンクトペテルブルク音楽院在学中に構想された。変ニ長調という調性の選択、抒情的・歌謡的な旋律の排除とグロテスクな曲想への好み、驀進するリズムと打鍵中心のピアノ書法、曖昧な調性など、反民族主義的・反ロマン主義的性格が濃厚である。初期作品でありながら、それ以前の作品（ピアノソナタ第1番や『4つの小品』作品4など）がまだロマン派音楽の伝統や中期スクリャービンの影響に留まっているのに対して、本作は『トッカータ』作品11とともに、すでに成熟期のプロコフィエフの作風を予告するものとなりえている。また、続くバルトークらの20世紀のピアノ協奏曲の発想も先取りしている。
1912年夏にモスクワにおいて作曲者のピアノ、コンスタンチン・サラジェフの指揮で初演され、作品は師の一人ニコライ・チェレプニンに献呈された。また、プロコフィエフは1914年5月18日に、音楽院の卒業試験において本作を自ら演奏し、アントン・ルビンシテイン賞を受賞している。

## 楽曲
プロコフィエフのピアノ協奏曲では最も短く、全曲を通して15分ほどしかかからない。すでにフランツ・リストにも前例（ピアノ協奏曲第2番）があるように、一部（本作では第1楽章と第2楽章の間）に小休止があるのを除いて、すべての楽章が間断なく連続して演奏されるため、ほとんど単一楽章のように聞こえる。だが実際には、以下の3楽章に分けられている。
1. Allegro brioso
2. Andante assai
3. Allegro scherzando

開始楽章と終楽章は主題上の明瞭なつながりがあり、変ニ長調による雄大な主題が冒頭と終結に現れる。中間楽章（嬰ト短調-変イ長調）は暗めで、両端楽章ほど輝かしくはなく、そのクライマックスは威圧的であるというよりむしろ底知れない感じである。